# Лекмарє
Лекмарє (словен. Lekmarje) — поселення в общині Шмарє-при-Єлшах, Савинський регіон, Словенія. 
Висота над рівнем моря: 358,9 м.